# Павлик, Келли
Келли Павлик (англ. Kelly Pavlik; 4 апреля 1982, Янгстаун, Огайо, США) — американский боксёр-профессионал, выступавший в средней весовой категории. Чемпион мира в средней (версия WBC, 2007—2010; версия WBO, 2007—2010) весовой категории.

## 2000—2005
Дебютировал в июне 2000 года.
В октябре 2005 года победил нокаутом Фульхенсио Суньигу. В первом раунде Суньига отправил Павлика в нокдаун.

## 27 июля2006Келли Павлик —Бронко Маккарт
- Место проведения:  Мохеган Сан Касино, Юнкасвилл, Коннектикут, США
- Результат: Победа Павлика техническим нокаутом в 6-м раунде в 12-раундовом бою
- Статус: Рейтинговый бой
- Рефери: Рикки Гонсалес
- Время: 2:45
- Вес: Павлик 72,60 кг; Маккарт 72,50 кг
- Трансляция: OLN

В июле 2006 года Павлик встретился Бронко Маккарт. В начале 4-го раунда Маккарт провел левый хук в челюсть Павлика, и тот, не устояв, дотронулся двумя руками до пола. Рефери отсчитал нокдаун. В середине 6-го раунда Павлик провел несколько ударов в голову Маккарта, тот ответил теми же ударами, и неожиданно рухнул. Маккарт поднялся на счет 8. Павлик бросился его добивать. В конце раунда Павлик прижал противника к канатам и провел серию ударов в голову. Маккарт вновь упал. Он еле поднялся на счет 9, но рефери все равно остановил поединок. Маккарт не стал спорить.

## 27 января2007Келли Павлик —Хосе Луис Зертуче
- Место проведения:  Хонда Центр, Анахайм (Калифорния)
- Результат: Победа Павлика нокаутом в 8-м раунде в 12-раундовом бою
- Статус: Отборочный бой за титул WBC в среднем весе
- Рефери: Рауль Каис
- Время: 1:40
- Вес: Павлик 72,30 кг; Зертуче 72,60 кг
- Трансляция: HBO BAD
- Счёт неофициального судьи: Харольд Ледерман (70-61 Павлик)

В январе 2007 года Павлик вышел на отборочный бой против Хосе Луиса Зертуче за право встретиться с чемпионом. В 8-м раунде у Павлика прошёл удар справа. Зертуче оказался в стоячем нокдауне. Затем Павлик тем же ударом справа отравил противника в тяжелый нокаут и пытался ещё добить его. Рефери бросился на спасение Зертуче, не удержался на ногах и упал на канвас, после чего остановил бой, не открывая счет.

## 19 мая2007Келли Павлик —Эдисон Миранда
- Место проведения:  ФедЭкс Форум, Мемфис, Теннесси, США
- Результат: Победа Павлика техническим нокаутом в 7-м раунде в 12-раундовом бою
- Статус: Отборочный бой за титул WBC в среднем весе
- Рефери: Стив Смогер
- Время: 1:54
- Вес: Павлик 72,50 кг; Миранда 72,60 кг
- Трансляция: HBO

В мае 2007 года состоялся ещё один отборочный бой против известного нокаутера Эдисона Миранда. Рефери в бою был Стив Смогер, который славится тем, что позволяет боксёрам добивать друг друга до тяжелого нокаута. Бой получился очень зрелищным. В 7-м раунде Павлик начал забивать Миранду и рефери остановил бой.

## 29 сентября2007Джермен Тейлор —Келли Павлик
- Место проведения:  Боардуолк Холл, Атлантик-Сити, Нью-Джерси, США
- Результат: Победа Павлика техническим нокаутом в 7-м раунде в 12-раундовом бою
- Статус: Чемпионский титул WBC в среднем весе (5-я защита Тейлора); чемпионский титул WBO в среднем весе (5-я защита Тейлора)
- Рефери: Стив Смогер
- Счет судей: Джидо Каваллери (59—54), Глен Фелдман (58—55), Джули Ледерман (58—55) — все в пользу Тейлора
- Время: 2:14
- Вес: Тейлор 72,10 кг; Павлик 72,30 кг
- Трансляция: HBO
- Счёт неофициального судьи: Харольд Ледерман (56—57 Павлик)

В сентябре 2007 года Павлик вышел против малопопулярного чемпиона в среднем весе Джермена Тейлора. Тейлор вопреки обыкновению принял атакующий бой Павлика. Во 2-м раунде Тейлор после затяжной комбинации послал Павлика в нокдаун. Он был близок к тому, чтобы добить претендента. Однако, рефери в бою вновь был Стив Смогер, который позволил Павлику продержаться до гонга. После этого Павлик перехватил инициативу. В 7-м раунде претендент, пользуясь преимуществом в росте, начал доставать джебом и кроссом чемпиона. Ближе к концу раунда он зажал Тейлора в углу, и начал его избивать. Через несколько секунд беспомощно рухнул. Смогер остановил бой, не открывая счёт.

## 16 февраля2008Келли Павлик —Джермен Тейлор (2-й бой)
- Место проведения:  ЭмДжиЭм Гранд, Лас-Вегас, Невада, США
- Результат: Победа Павлика единогласным решением в 12-раундовом бою
- Статус: Рейтинговый бой
- Рефери: Тони Уикс
- Счет судей: Гленн Троубридж (116—112), Дейв Моретти (117—111), Патрисия Морс Джармен (115—113) — все в пользу Павлика
- Вес: Павлик 74,40 кг; Тейлор 74,40 кг
- Трансляция: HBO PPV
- Счёт неофициального судьи: Харольд Ледерман (115—113 Павлик)

В феврале 2008 года состоялся 2-й бой между Келли Павликом и Джерменом Тейлором. Бой проходил во 2-м среднем весе, поэтому на кону не стояли никакие титулы. Павлик весь бой атаковал, а Тейлор работал 2-м номером. По итогам 12-ти раундов судьи единогласным решением объявили победителем Келли Павлика. Комментатор HBO Ларри Мерчант насчитал 116—112 в пользу Павлика.

## 7 июня2008Келли Павлик —Гэри Локкетт
- Место проведения:  Боардуолк Холл, Атлантик-Сити, Нью-Джерси, США
- Результат: Победа Павлика техническим нокаутом в 3-м раунде в 12-раундовом бою
- Статус: Чемпионский титул WBC в среднем весе (1-я защита Павлика); чемпионский титул WBO в среднем весе (1-я защита Павлика)
- Рефери: Эдди Коттон
- Время: 1:40
- Вес: Павлик 72,10 кг; Локкетт 72,30 кг
- Трансляция: HBO
- Счёт неофициального судьи: Харольд Ледерман (20—16 Павлик)

В июне 2008 года Павлик вышел на ринг против британца Гэри Локкетта. В середине 2-го раунда чемпион провёл левый хук в печень и добавил тот же удар в челюсть. Британец опустился на колено. Он поднялся на счёт 9. Павлик попытался добить противника, но Локкетт ушёл в глухую оборону. В конце 2-го раунда американец пробил точный левый хук в челюсть и британец вновь опустил на колено. Он поднялся на счёт 8. Через несколько секунд прозвучал гонг. В середине 3-го раунде Павлик провёл точный правый хук в голову противника. Британец пошатнулся и опустился на колено. Он встал на счёт 9. В это же время и его угла вылетело белое полотенце. Рефери прекратил бой.

## 18 октября2008Келли Павлик —Бернард Хопкинс
- Место проведения:  Боардуолк Холл, Атлантик-Сити, Нью-Джерси, США
- Результат: Победа Хопкинса единогласным решением в 12-раундовом бою
- Статус: Рейтинговый бой
- Рефери: Бенхи Эстевес младший
- Счет судей: Барбара Перес (109—117), Алан Рубенстейн (106—119), Стив Вейсфелд (108—118) — все в пользу Хопкинса
- Вес: Павлик 76,7 кг; Хопкинс 77,1 кг
- Трансляция: HBO PPV
- Счёт неофициального судьи: Харольд Ледерман (99—108 Хопкинс) — оценки после 11-го раунда

В октябре 2008 года состоялся бой между Келли Павликом и Бернардом Хопкинсом. Бой проходил в промежуточной весовой категории, поэтому на кону не стояли никакие титулы. Хопкинс доминировал весь бой: он чаще бил, и эффективность ударов была выше. В конце 12-го раунда Хопкинс провёл серию ударов в голову. Прозвучал гонг. Хопкинс продолжал атаковать. Рефери вмешался, но боксёры не хотели останавливаться. Разнять их смогли только тренеры.